# Liste der Mitglieder der National Academy of Sciences/1933
Im Jahr 1933 wählte die National Academy of Sciences der Vereinigten Staaten 14 Personen zu ihren Mitgliedern.

## Neugewählte Mitglieder
- Oswald Avery (1877–1955)
- Harold D. Babcock (1882–1968)
- Thomas Barbour (1884–1946)
- Alphonse Dochez (1882–1964)
- Bernard Dodge (1872–1960)
- Eugene F. Dubois (1882–1959)
- Griffith C. Evans (1887–1973)
- Bancroft Gherardi (1873–1941)
- Herbert E. Ives (1882–1953)
- Walter R. Miles (1885–1978)
- Samuel Mitchell (1874–1960)
- Linus Pauling (1901–1994)
- Joseph Ritt (1893–1951)
- Henry Sherman (1875–1955)